# Конгруэнтность (психология)
Конгруэ́нтность (лат. congruens, -ntis — соразмерный, соответствующий, согласованность слов и жестов, непротиворечащих друг другу) в широком смысле — равенство, адекватность друг другу различных экземпляров чего-либо (обычно — содержания, выраженного в различных формах, представлениях) или согласованность элементов системы между собой.
В психологии — согласованность информации, одновременно передаваемой человеком вербальным и невербальным способом (или различными невербальными способами), а также непротиворечивость его речи, представлений, убеждений между собой; в более широком смысле — целостность, самосогласованность личности вообще. Применительно к Я-концепции выражает меру соответствия Я-реального Я-идеальному, конструируемому в процессе самооценки.
Иногда в близком к конгруэнтности значении используется понятие аутентичности.
Конгруэнтность или её отсутствие в собственном поведении не всегда осознаётся индивидом, но практически всегда ощущается в поведении другого (сознательно или нет).
Термин конгруэнтности введён Карлом Роджерсом.
Примерами неконгруэнтного поведения являются лесть, ложь, ситуации, когда кто-то с грустным видом говорит о том, как ему весело, и т. п.
Более общее понимание конгруэнтности: состояние целостности и полной искренности, когда все части личности работают вместе, преследуя единую цель.
С конгруэнтным человеком очень приятно общаться, когда он конгруэнтен в своём проявлении дружелюбия, но также можно испытать глубокое чувство страха, когда он конгруэнтен в проявлении гнева, такого человека легко понять.

## Неконгруэнтность
Возможные внутренние конфликты:
- страхи
  - оценки окружающими внешнего вида, статуса
- зависимости

Причины неконгруэнтности: импринты, моделирование, иерархия критериев.